# Gare de Lutzelhouse
Ne doit pas être confondu avec Gare de Lutzelbourg.
La gare de Muhlbach-sur-Bruche - Lutzelhouse, dite aussi gare de Lutzelhouse, est une gare ferroviaire française de la ligne de Strasbourg-Ville à Saint-Dié, située sur le territoire des communes de Muhlbach-sur-Bruche et de Lutzelhouse, dans la collectivité européenne d'Alsace, en région Grand Est.
Elle est mise en service en 1877 par la Direction générale impériale des chemins de fer d'Alsace-Lorraine (EL).
C'est une halte voyageurs de la Société nationale des chemins de fer français (SNCF), du réseau TER Grand Est, desservie par des trains express régionaux.

## Situation ferroviaire
Établie à 255 mètres d'altitude, la gare de Lutzelhouse est située au point kilométrique (PK) 35,076 de la ligne de Strasbourg-Ville à Saint-Dié, entre les gares de Mullerhof et de Wisches.

## Histoire
La station de Lutzelhouse est mise en service le 15 octobre 1877 par la Direction générale impériale des chemins de fer d'Alsace-Lorraine, lorsqu'elle ouvre à l'exploitation la section de Mutzig à Rothau. Elle dispose d'un bâtiment principal construit sur la base du modèle type utilisé pour les gares intermédiaires de cette section.
Le 19 juin 1919, la gare entre dans le réseau de l'Administration des chemins de fer d'Alsace et de Lorraine (AL), à la suite de la victoire française lors de la Première Guerre mondiale. Puis, le 1er janvier 1938, cette administration d'État forme avec les autres grandes compagnies la SNCF, qui devient concessionnaire des installations ferroviaires de Lutzelhouse. Cependant, après l'annexion allemande de l'Alsace-Lorraine, c'est la Deutsche Reichsbahn qui gère la gare pendant la Seconde Guerre mondiale, du 1er juillet 1940 jusqu'à la Libération (en 1944 – 1945).
Les premières relations assurées par des trains du réseau TER Alsace ont lieu en 1997. La région Alsace met en place un programme de rénovation des infrastructures et notamment des gares. En 2004, le conseil de la communauté de communes de la Haute-Bruche, dont sont membres les communes de Muhlbach-sur-Bruche et Lutzelhouse, décide d'apporter une participation de 15 000 euros aux deux programmes de rénovation concernant les équipements et l'aménagement des abords de la gare.
En 2006 le projet a été mené à terme, les travaux ayant été financés sur la base d'une convention État, Région, communauté de communes, SNCF et la commune de Muhlbach-sur-Bruche. Les principales améliorations concernent la signalisation, les abris de quais, le mobilier, et l'aménagement d'un abri pour les vélos (30 places dont 5 en accès libre), un parking de 24 places voitures et un arrêt bus. Divers aménagements de sécurité et paysagers complètent l'ensemble. Lors de l'inauguration, le 18 septembre 2006, les deux communes deviennent marraines de la 21e rame autorail, qui circulera désormais avec leurs blasons sur ses flancs.
En 2014, c'est une gare voyageur d'intérêt régional (catégorie B : la fréquentation est supérieure ou égale à 100 000 voyageurs par an de 2010 à 2011), qui dispose de deux quais et un abri. La même année, la SNCF estime la fréquentation de la gare à 150 789 voyageurs.

## Fréquentation
De 2015 à 2024, selon les estimations de la SNCF, la fréquentation annuelle de la gare s'élève aux nombres indiqués dans le tableau ci-dessous.
| Année                      | 2015    | 2016    | 2017    | 2018    | 2019    | 2020    | 2021    | 2022    | 2023    | 2024    |
| -------------------------- | ------- | ------- | ------- | ------- | ------- | ------- | ------- | ------- | ------- | ------- |
| Voyageurs                  | 159 059 | 151 388 | 152 469 | 131 970 | 116 951 | 107 750 | 115 429 | 138 935 | 147 238 | 160 636 |
| Voyageurs et non voyageurs | 198 824 | 189 235 | 190 586 | 164 963 | 146 189 | 133 813 | 144 287 | 173 669 | 184 047 | 200 795 |

## Service des voyageurs

### Accueil
Halte SNCF, c'est un point d'arrêt non géré (PANG) à accès libre. Elle est équipée d'automates pour l'achat de titres de transport.

### Desserte
Lutzelhouse est une halte voyageurs du réseau TER Grand Est, desservie par des trains express régionaux de la relation : Strasbourg-Ville - Saales - Saint-Dié-des-Vosges (ligne 08).

### Intermodalité
Un parc pour les vélos et un parking pour les véhicules y sont aménagés.

## Patrimoine ferroviaire
L'ancien bâtiment voyageurs construit en 1877 correspond au plan type pour les petites stations de la section Mutzig - Rothau et se retrouve aussi à Gresswiller, Urmatt, Wisches et Russ - Hersbach. Ces gares de style rustique combinant la pierre et le bois sont accolées à une halle à marchandises réalisée en bois.